# 11335 Сантьяго
11335 Сантьяго (11335 Santiago) — астероїд головного поясу, відкритий 20 квітня 1996 року.
Тіссеранів параметр щодо Юпітера — 3,524.
Останнє спостереження 15.09.2015